# Hemiphonus panimilli
Hemiphonus panimilli är en insektsart som först beskrevs av Otte, D. och R.D. Alexander 1983.  Hemiphonus panimilli ingår i släktet Hemiphonus och familjen syrsor. Inga underarter finns listade i Catalogue of Life.